# Населення Колумбії
Населення Колумбії. Чисельність населення країни 2015 року становила 46,736 млн осіб (30-те місце у світі). Чисельність колумбійців стабільно збільшується, народжуваність 2015 року становила 6,47 ‰ (114-те місце у світі), смертність — 5,4 ‰ (177-ме місце у світі), природний приріст — 1,04 % (115-те місце у світі) . 

## Природний рух

### Відтворення
Народжуваність в Колумбії, станом на 2015 рік, дорівнює 16,47 ‰ (114-те місце у світі). Коефіцієнт потенційної народжуваності 2015 року становив 2,04 дитини на одну жінку (117-те місце у світі). Рівень застосування контрацепції 79,1 % (станом на 2010 рік). Середній вік матері при народженні першої дитини становив 21,4 року, медіанний вік для жінок — 25-29 років (оцінка на 2010 рік).
Смертність в Колумбії 2015 року становила 5,4 ‰ (177-ме місце у світі).
Природний приріст населення в країні 2015 року становив 1,04 % (115-те місце у світі).

### Вікова структура

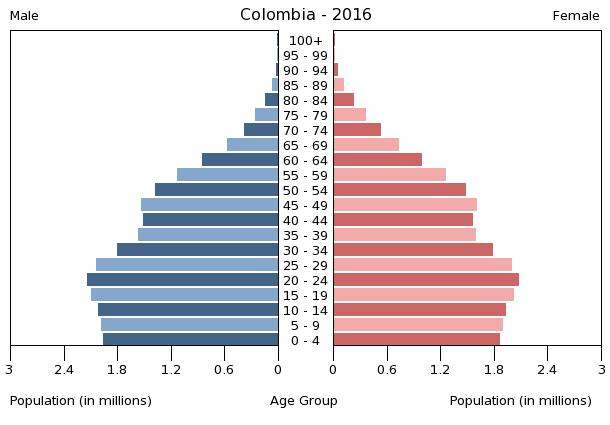
Віково-статева піраміда населення Колумбії, 2016 рік

Середній вік населення Колумбії становить 29,6 року (119-те місце у світі): для чоловіків — 28,7, для жінок — 30,6 року. Очікувана середня тривалість життя 2015 року становила 75,48 року (98-ме місце у світі), для чоловіків — 72,34 року, для жінок — 78,8 року.
Вікова структура населення Колумбії, станом на 2015 рік, мала такий вигляд:
- діти віком до 14 років — 24,94 % (5 967 860 чоловіків, 5 688 106 жінок);
- молодь віком 15—24 роки — 17,81 % (4 234 564 чоловіка, 4 087 134 жінки);
- дорослі віком 25—54 роки — 41,71 % (9 653 094 чоловіка, 9 841 546 жінок);
- особи передпохилого віку (55—64 роки) — 8,62 % (1 885 481 чоловік, 2 141 618 жінок);
- особи похилого віку (65 років і старіші) — 6,93 % (1 349 613 чоловіків, 1 887 711 жінки)[1].

### Шлюбність— розлучуваність
Коефіцієнт шлюбності, тобто кількість шлюбів на 1 тис. осіб за календарний рік, дорівнює 2,3; коефіцієнт розлучуваності — 0,2; індекс розлучуваності, тобто відношення шлюбів до розлучень за календарний рік — 9 (дані за 2007 рік).

## Розселення

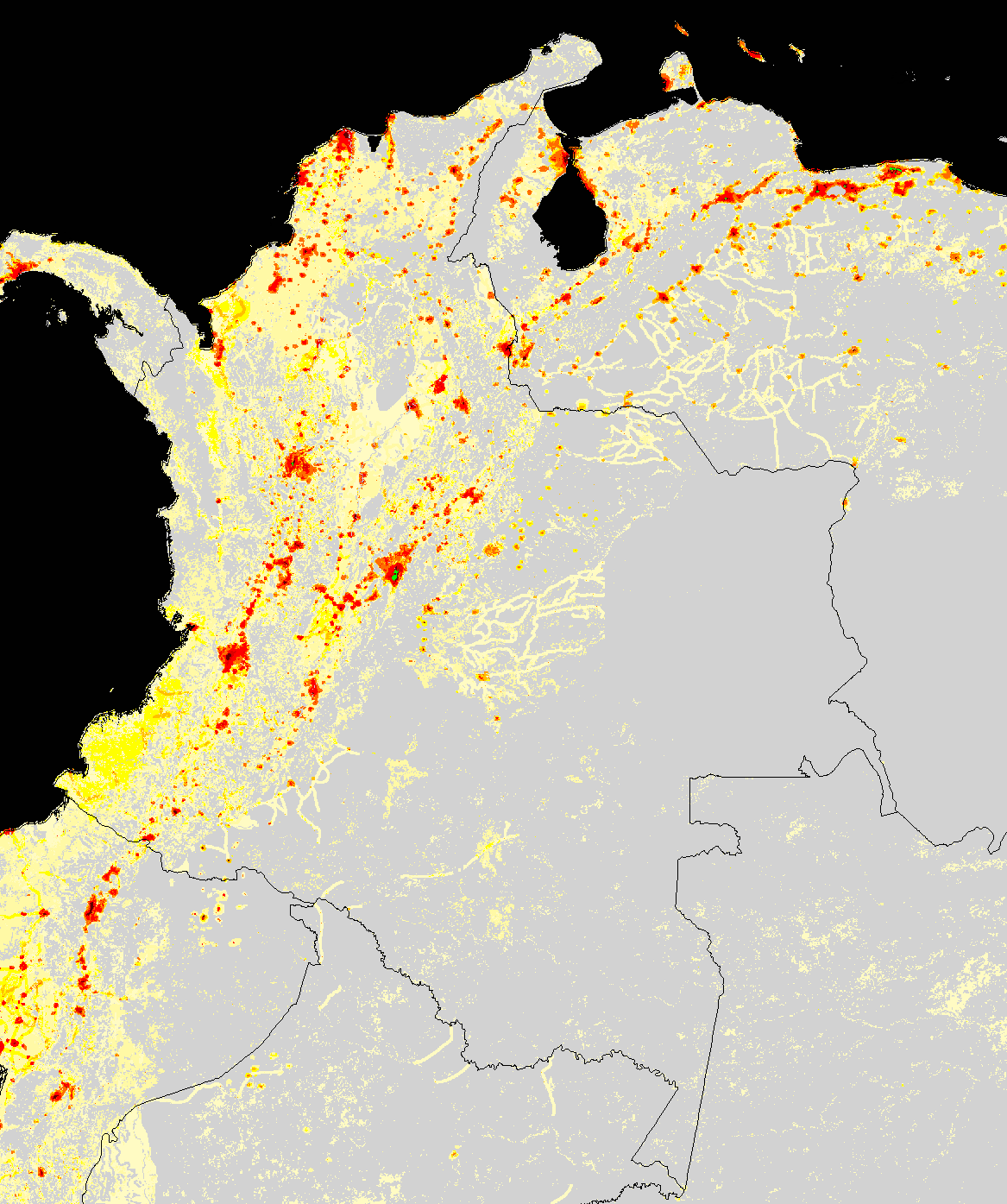
Густота населення Колумбії, червоним кольором позначені найбільш густонаселені райони

Густота населення країни 2015 року становила 43,5 особи/км² (172-ге місце у світі). Більшість населення мешкає у великих містах, що простягнулись долинами між гірськими хребтами Анд з півночі на південь та у сільськогосподарських районах півночі і заходу. Великі масиву льяносу на півдні і сході (близько 60 % території) малонаселені.

### Урбанізація
Колумбія високоурбанізована країна. Рівень урбанізованості становить 76,4 % населення країни (станом на 2015 рік), темпи зростання частки міського населення — 1,66 % (оцінка тренду за 2010—2015 роки).
Головні міста держави: Боґота (столиця) — 9,765 млн осіб, Медельїн — 3,911 млн осіб, Калі — 2,646 млн осіб, Барранкілья — 1,991 млн осіб, Букараманґа — 1,215 млн осіб, Картахена — 1,092 млн осіб (дані за 2015 рік).

### Міграції
Річний рівень еміграції 2015 року становив 0,64 ‰ (141-ше місце у світі). Цей показник не враховує різниці між законними і незаконними мігрантами, між біженцями, трудовими мігрантами та іншими.

#### Біженці й вимушені переселенці
У країні налічується 6,3 млн внутрішньо переміщених осіб через тривале збройне протистояння між урядом і наркокартелем з 1985 року. Кожного року ця цифра зростає на 300 тис. осіб.
У країні перебуває 12 осіб без громадянства.
Колумбія є членом Міжнародної організації з міграції (IOM).

## Расово-етнічний склад
| Етнічний склад (2012 рік) | Етнічний склад (2012 рік) | Етнічний склад (2012 рік) | Етнічний склад (2012 рік) | Етнічний склад (2012 рік) |
| ------------------------- | ------------------------- | ------------------------- | ------------------------- | ------------------------- |
| Етнос:                    |                           |                           | Відсоток:                 |                           |
| метиси й білі             | метиси й білі             |                           | 84.2%                     | 84.2%                     |
| афро-колумбійці й мулати  | афро-колумбійці й мулати  |                           | 10.4%                     | 10.4%                     |
| індіанці                  | індіанці                  |                           | 3.4%                      | 3.4%                      |
| інші                      | інші                      |                           | 2.1%                      | 2.1%                      |

Головні етноси країни: метиси й білі — 84,2 %, афро-колумбійці (мулати, райцал і паленкеро) — 10,4 %, індіанці — 3,4 %, цигани й інші — 2,1 % населення (оціночні дані за 2005 рік).

## Мови
| Мови Колумбії (2015 рік) | Мови Колумбії (2015 рік) | Мови Колумбії (2015 рік) | Мови Колумбії (2015 рік) | Мови Колумбії (2015 рік) |
| ------------------------ | ------------------------ | ------------------------ | ------------------------ | ------------------------ |
| Мова:                    |                          |                          | Відсоток:                |                          |
| іспанська                | іспанська                |                          | %                        | %                        |

Офіційна мова: іспанська.

## Релігії
| Релігії в Колумбії (2016 рік) | Релігії в Колумбії (2016 рік) | Релігії в Колумбії (2016 рік) | Релігії в Колумбії (2016 рік) | Релігії в Колумбії (2016 рік) |
| ----------------------------- | ----------------------------- | ----------------------------- | ----------------------------- | ----------------------------- |
| Віросповідання:               |                               |                               | Відсоток:                     |                               |
| католики                      | католики                      |                               | 90%                           | 90%                           |
| інші                          | інші                          |                               | 10%                           | 10%                           |

Головні релігії й вірування, які сповідує, і конфесії та церковні організації, до яких відносить себе населення країни: римо-католицтво — 90 %, інші — 10 % (станом на 2015 рік).

## Освіта
Рівень письменності 2015 року становив 94,7 % дорослого населення (віком від 15 років): 94,6 % — серед чоловіків, 94,8 % — серед жінок.
Державні витрати на освіту становлять 4,7 % ВВП країни, станом на 2014 рік (95-те місце у світі). Середня тривалість освіти становить 14 років, для хлопців — до 14 років, для дівчат — до 15 років (станом на 2014 рік).

## Охорона здоров'я
Забезпеченість лікарями в країні на рівні 1,47 лікаря на 1000 мешканців (станом на 2010 рік). ; забезпеченість лікарняними ліжками в стаціонарах — 1,5 ліжка на 1000 мешканців (станом на 2012 рік). Загальні витрати на охорону здоров'я 2014 року становили 7,2 % ВВП країни (85-те місце у світі).
Смертність немовлят до 1 року, станом на 2015 рік, становила 14,58 ‰ (106-те місце у світі); хлопчиків — 17,68 ‰, дівчаток — 11,3 ‰. Рівень материнської смертності 2015 року становив 64 випадків на 100 тис. народжень (80-те місце у світі).
Колумбія входить до складу ряду міжнародних організацій: Міжнародного руху (ICRM) і Міжнародної федерації товариств Червоного Хреста і Червоного Півмісяця (IFRCS), Дитячого фонду ООН (UNISEF), Всесвітньої організації охорони здоров'я (WHO).

### Захворювання
Потенційний рівень зараження інфекційними хворобами в країні високий. Найпоширеніші інфекційні захворювання: діарея, гарячка денге, малярія, жовта гарячка. Станом на серпень 2016 року в країні були зареєстровані випадки зараження вірусом Зіка через укуси комарів Aedes, переливання крові, статевим шляхом, під час вагітності.
2014 року було зареєстровано 124,4 тис. хворих на СНІД (38-ме місце в світі), це 0,4 % населення в репродуктивному віці 15—49 років (76-те місце у світі). Смертність 2014 року від цієї хвороби становила 4,7 тис. осіб (32-ге місце у світі).
Частка дорослого населення з високим індексом маси тіла 2014 року становила 20,7 % (112-те місце у світі); частка дітей віком до 5 років зі зниженою масою тіла становила 3,4 % (оцінка на 2010 рік). Ця статистика показує як власне стан харчування, так і наявну/гіпотетичну поширеність різних захворювань.

### Санітарія
Доступ до облаштованих джерел питної води 2015 року мало 96,8 % населення в містах і 73,8 % в сільській місцевості; загалом 91,4 % населення країни. Відсоток забезпеченості населення доступом до облаштованого водовідведення (каналізація, септик): в містах — 85,2 %, в сільській місцевості — 67,9 %, загалом по країні — 81,1 % (станом на 2015 рік). Споживання прісної води, станом на 2010 рік, дорівнює 12,65 км³ на рік, або 308 тонни на одного мешканця на рік: з яких 55 % припадає на побутові, 4 % — на промислові, 41 % — на сільськогосподарські потреби.

## Соціально-економічне становище
Співвідношення осіб, що в економічному плані залежать від інших, до осіб працездатного віку (15—64 роки) загалом становить 45,6 % (станом на 2015 рік): частка дітей — 35,4 %; частка осіб похилого віку — 10,2 %, або 9,8 потенційно працездатного на 1 пенсіонера. Загалом дані показники характеризують рівень затребуваності державної допомоги в секторах освіти, охорони здоров'я і пенсійного забезпечення, відповідно. За межею бідності 2015 року перебувало 27,8 % населення країни. Розподіл доходів домогосподарств у країні має такий вигляд: нижній дециль — 1,1 %, верхній дециль — 42 % (станом на 2012 рік).
Станом на 2013 рік, в країні 1,2 млн осіб не має доступу до електромереж; 97 % населення має доступ, в містах цей показник дорівнює 100 %, у сільській місцевості — 88 %. Рівень проникнення інтернет-технологій високий. Станом на липень 2015 року в країні налічувалось 26,128 млн унікальних інтернет-користувачів (25-те місце у світі), що становило 55,9 % загальної кількості населення країни.

### Трудові ресурси
Загальні трудові ресурси 2015 року становили 24,34 млн осіб (28-ме місце у світі). Зайнятість економічно активного населення у господарстві країни розподіляється таким чином: аграрне, лісове і рибне господарства — 17 %; промисловість і будівництво — 21 %; сфера послуг — 62 % (станом на 2011 рік). 988,36 тис. дітей у віці від 5 до 17 років (9 % загальної кількості) 2009 року були залучені до дитячої праці. Безробіття 2015 року дорівнювало 8,9 % працездатного населення, 2014 року — 9,1 % (106-те місце у світі); , серед молоді у віці 15—24 років ця частка становила 18,7 %, серед юнаків — 14,6 %, серед дівчат — 24,3 % (50-те місце у світі).

## Кримінал

### Наркотики

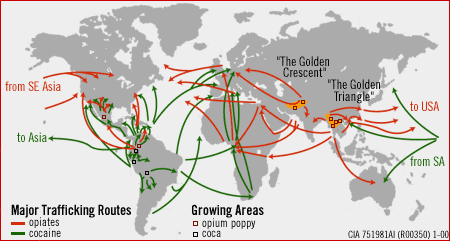
Світові маршрути наркотрафіку

Великий виробник опійного маку (1,1 тис. га 2009 року) і марихуани; найбільший світовий виробник кокаїну, 83 тис. га плантацій коки 2011 року (потенційно 195 тонн чистого кокаїну на рік), що на 17 % менше ніж 2010 року. Колумбійський героїн постачається на ринок США. Уряд Колумбії веде відкриту збройну війну з наркомафією, у цьому йому надає підтримку уряд США. 2012 року було оброблено 100 тис. га плантацій коки дефоліантами з повітря і 30 тис. винищено з землі. Значна частина відмивання грошей від наркотрафіку проводиться через конвертаційні центри песо (оцінка ситуації 2013 року).

### Торгівля людьми
Згідно зі щорічною доповіддю про торгівлю людьми (англ. Trafficking in Persons Report) Управління з моніторингу та боротьби з торгівлею людьми Державного департаменту США, уряд Колумбії докладає усіх можливих зусиль в боротьбі з явищем примусової праці, сексуальної експлуатації, незаконною торгівлею внутрішніми органами, законодавство відповідає усім вимогам американського закону 2000 року щодо захисту жертв (англ. Trafficking Victims Protection Act’s), держава знаходиться у списку першого рівня.

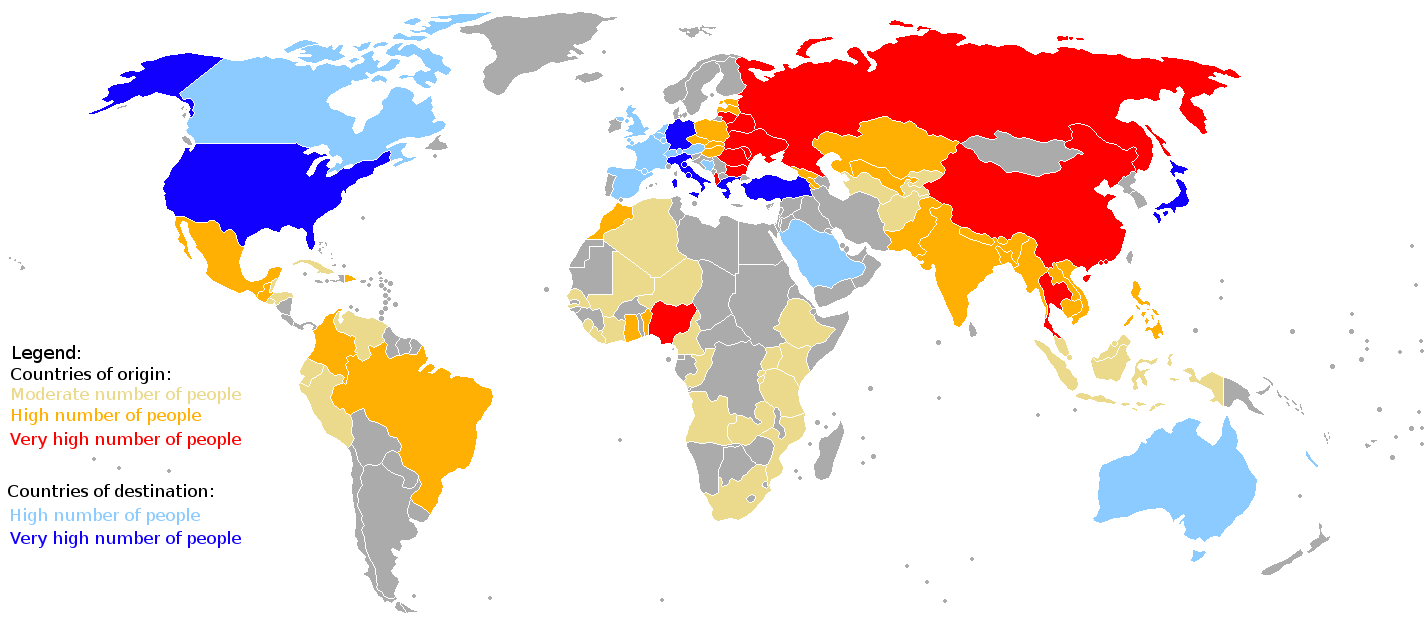
Країни-донори (червоний) і країни-реципієнти кримінальних потоків  (англ.)
Глобальна боротьба з торгівлею людьми (англ.)

## Гендерний стан
Статеве співвідношення (оцінка 2015 року):
- при народженні — 1,06 особи чоловічої статі на 1 особу жіночої;
- у віці до 14 років — 1,05 особи чоловічої статі на 1 особу жіночої;
- у віці 15—24 років — 1,04 особи чоловічої статі на 1 особу жіночої;
- у віці 25—54 років — 0,98 особи чоловічої статі на 1 особу жіночої;
- у віці 55—64 років — 0,88 особи чоловічої статі на 1 особу жіночої;
- у віці за 64 роки — 0,72 особи чоловічої статі на 1 особу жіночої;
- загалом — 0,98 особи чоловічої статі на 1 особу жіночої[1].

## Демографічні дослідження
Демографічні дослідження в країні ведуться рядом державних і наукових установ:

### Українською
- Атлас. 10-11 клас. Економічна і соціальна географія світу / упорядники :  О. Я. Скуратович, Н. І. Чанцева. — К. : ДНВП «Картографія», 2010. — ISBN 978-966-475-639-3.
- Атлас світу / голов. ред. І. С. Руденко ; зав. ред. В. В. Радченко ; відп. ред. О. В. Вакуленко. — К. : ДНВП «Картографія», 2005. — 336 с. — ISBN 9666315467.
- Безуглий В. В. Економічна і соціальна географія зарубіжних країн : Навчальний посібник. — К. : ВЦ «Академія», 2007. — 704 с. — ISBN 978-966-580-239-6.
- Безуглий В. В., Козинець С. В. Регіональна економічна і соціальна географія світу : Навчальний посібник. — видання 2-ге, доп., перероб. — К. : ВЦ «Академія», 2007. — 688 с. — ISBN 966-580-144-9.
- Головченко В. І., Кравчук О. Країнознавство: Азія, Африка, Латинська Америка, Австралія і Океанія. — К., 2006. — 335 с. — ISBN 966-8939-04-2.
- Гудзеляк І. І. Географія населення: Навчальний посібник / І. Гудзеляк. — Л. : Видавничий центр ЛНУ імені Івана Франка, 2008. — 232 с. — ISBN 978-966-613-599-8.
- Дахно І. І. Країни світу: Енциклопедичний довідник / І. І. Дахно, С. М. Тимофієв. — К. : Мапа, 2011. — 606 с. — (Бібліотека нового українця) — ISBN 978-966-8804-23-6.
- Дахно І. І. Економічна географія зарубіжних країн : навчальний посібник. — К. : Центр учбової літератури, 2014. — 319 с. — ISBN 978-611-01-0682-5.
- Джаман В. О. Регіональні системи розселення: демографічні аспекти. — Чернівці : Рута, 2003. — 392 с. — ISBN 9665685988.
- Дорошенко Л. С. Демографія: Навчальний посібник. — К. : МАУП, 2005. — 112 с. — ISBN 966-608-442-2.
- Дубович І. А. Країнознавчий словник-довідник. — 5-те вид., перероб. і доп. — К. : Знання, 2008. — 839 с. — ISBN 978-966-346-330-8.
- Економічна і соціальна географія країн світу. Навчальний посібник / За ред. Кузика С. П. — Л. : Світ, 2002. — 672 с. — ISBN 966-603-178-7.
- Загальна медична географія світу / В. О. Шевченко [та ін.] — К. : [б.в.], 1998. — 178 с.
- Книш М. М., Мамчур О. І. Регіональна економічна і соціальна географія світу (Латинська Америка та Карибські країни, Африка, Азія, Океанія) : навч. посіб. — Л. : ЛНУ ім. Івана Франка, 2013. — 368 с. — ISBN 978-617-10-0007-0.
- Крисаченко В. С. Динаміка населення: Популяційні, етнічні та глобальні виміри. — К. : Видавництво Національного інституту стратегічних досліджень, 2005. — 368 с. — ISBN 966-554-083-1.
- Кузик С. П., Книш М. М. Економічна і соціальна географія країн Америки : навч. посіб. — Л. : ЛНУ ім. Івана Франка, 1999. — 299 с. — ISBN 966-613-026-2.
- Любіцева О. О., Мезенцев К. В., Павлов С. В. Географія релігій. — К. : АртЕК, 1999. — 504 с. — ISBN 966-505-006-0.
- Масляк П. О. Країнознавство. — К. : Знання, 2007. — 292 с. — (Вища освіта XXI століття)
- Масляк П. О., Дахно І. І. Економічна і соціальна географія світу / П. О. Масляк, І. І. Дахно ; за ред. П. О. Масляка. — К. : Вежа, 2003. — 280 с. — ISBN 966-7091-53-8.

### Російською
- (рос.) Колумбия // Демографический энциклопедический словарь / главн. ред. Валентей Д. И. — М. : Советская энциклопедия, 1985. — 608 с.
- (рос.) Колумбия // Латинская Америка. Энциклопедический справочник [в 2-х тт.] / Главный редактор В. В. Вольский. — М. : Советская энциклопедия, 1982. — Т. 2. К-Я. — 657 с.
- (рос.) Колумбия // Страны и народы. Америка. Южная Америка / Редкол. : В. В. Вольский (отв. ред.) и др. — М. : «Мысль», 1983. — 285 с. — (Страны и народы) — 180 тис. прим.
- (рос.) Атлас народов мира / Отв. ред. С. И. Брук и В. С. Апенченко. — М. : ГУГК ГГК СССР и Институт этнографии им. Н. Н. Миклухо-Маклая АН СССР, 1964. — 185 с. — 20 тис. прим.
- (рос.) Численность и расселение народов мира. Этнографические очерки / под ред. С. И. Брука. — М. : Издательство АН СССР, 1962. — 487 с.
- (рос.) Лаппо Г. М. География городов: Учебное пособие для географических факультетов вузов. — М. : Туманит, изд. центр ВЛАДОС, 1997. — 476 с. — ISBN 5-691-00047-0.
- (рос.) Ягельский А. География населения. — М. : Прогресс, 1980. — 383 с.